# Pratapapur
Pratapapur (nep. प्रतापपुर) – gaun wikas samiti w zachodniej części Nepalu w strefie Seti w dystrykcie Kailali. Według nepalskiego spisu powszechnego z 2001 roku liczył on 1895 gospodarstw domowych i 12831 mieszkańców (6569 kobiet i 6262 mężczyzn).